# 루키우스 코일리우스 안티파테르
루키우스 코일리우스 안티파테르(Lucius Coelius Antipater)는 로마의 법률가 및 역사가이다. 그는 C. 그라쿠스 (기원전 123년경 출생)와 동시대 사람였으며, 연설가인 L. 크라수스는 그의 제자였다.

## 방식
그는 로마 역사서를 쓰는 데 수사법(修辭法)을 감미하여 단순한 사건의 연대기 그 이상으로 만들려한  최초의 인물이지만, 그의 표현은 우아하고 세련되었다기보다는 격렬하고 과장되어 있다. 폼포니우스는 그를 법률가보다는 연설가로 여겼으며 다른 한편 키케로는 연설가나 역사가보다 법률가로서 그를 극찬했다.

## 저서
그의 법률 기록물에 대해서는 남아있는 게 없다. 그는 제2차 포에니 전쟁에 대한 역사서를 썼고, 연감을 지필했으며 이 작품들 모두 브루투스를 완벽한 본보기로 하고 있다.
안티파테르는 실레노스 칼라티노스의 그리스 역사서를 따랐으며, 가끔식은 대 카토의 '기원론'을 빌려오기도 했다. 그는 때때로 리비우스에게 인용되었으며, 리비우스는 가끔 그에 대한 정중한 배려감으로 그의 저서에 반대 의견을 냈다. 하지만 키케로와 발레리우스 막시무스는 그가 꿈과 징조를 관련시키는 것을 좋아했음을 분명히 보여준다.

## 평판
하드리아누스는 역사가로서 살루스티우스보다 그를 선호했다고 하며 (히스토리아 아우구스타 하드리아누스편, c. 16), 발레리우스 막시무스에 의하면 그는 '로마 역사서에서 믿을 만한 권위자'(certus Romanae historiae auctor)로 여겨졌다.